# Carranglán
Carranglán  (Bayan ng Carranglan), antaño conocido como Caranglán,  es un municipio filipino de primera categoría, situado en la parte central de la isla de Luzón. Forma parte del Segundo  Distrito Electoral de la provincia de Nueva Écija situada en la Región Administrativa de Luzón Central, también denominada Región III.

## Geografía
Situado en el extremo nororiental, es el municipio de mayor extensión superficicial de esta provincia, linda por este aire con la provincia de Nueva Vizcaya, municipios de Santa Fé, de Aritao y de Dupax del Sur; al este con Pangasinán, municipios de San Nicolás, de Natividad, de San Quintín y de Umingán.

"...CARANGLAN: se halla SIT. en los 124° 41' long., 10° 1' lat., en una callada de las meridionales del encumbrado y fragoso Caraballo-Sur, á la orilla izq. del r. Daquirit:  disfruta de buena ventilación , y CLIMA , aunque muy húmedo, bastante saludable..."

"...Confina el TERM. por N. con el monte Lagsig; por S. con el de Palusapis, de cuyo pueblo dista 1 ½ leg. larga; por E. con la cordillera de montes de Sierra-Madre, y por 0. con la visita ó anejo llamada Diguig..."
Manuel Buzeta y Felipe Bravo.

### Barangays
El municipio  de Carranglán   se divide, a los efectos administrativos, en 17 barangayes o barrios, conforme a la siguiente relación:
| - R.A. Padilla (Baluarte) - Bantug - Bunga - Burgos | - Capintalán - Josón (Digdig) - General Luna - Minuli | - Piut - Puncán - Putlán - Salazar - San Agustín | - T. L. Padilla Población (I) - F. C. Otic Población (II) - D. L. Maglanoc Población (III) - G. S. Rosario Población (IV) |  |

### Demografía
A mediados del siglo XIX, año de 1845,  contaba con 10.066 almas, de las cuales 267 contribuían con  2.670 reales de plata, equivalentes a 6.075 reales de vellón.

## Historia

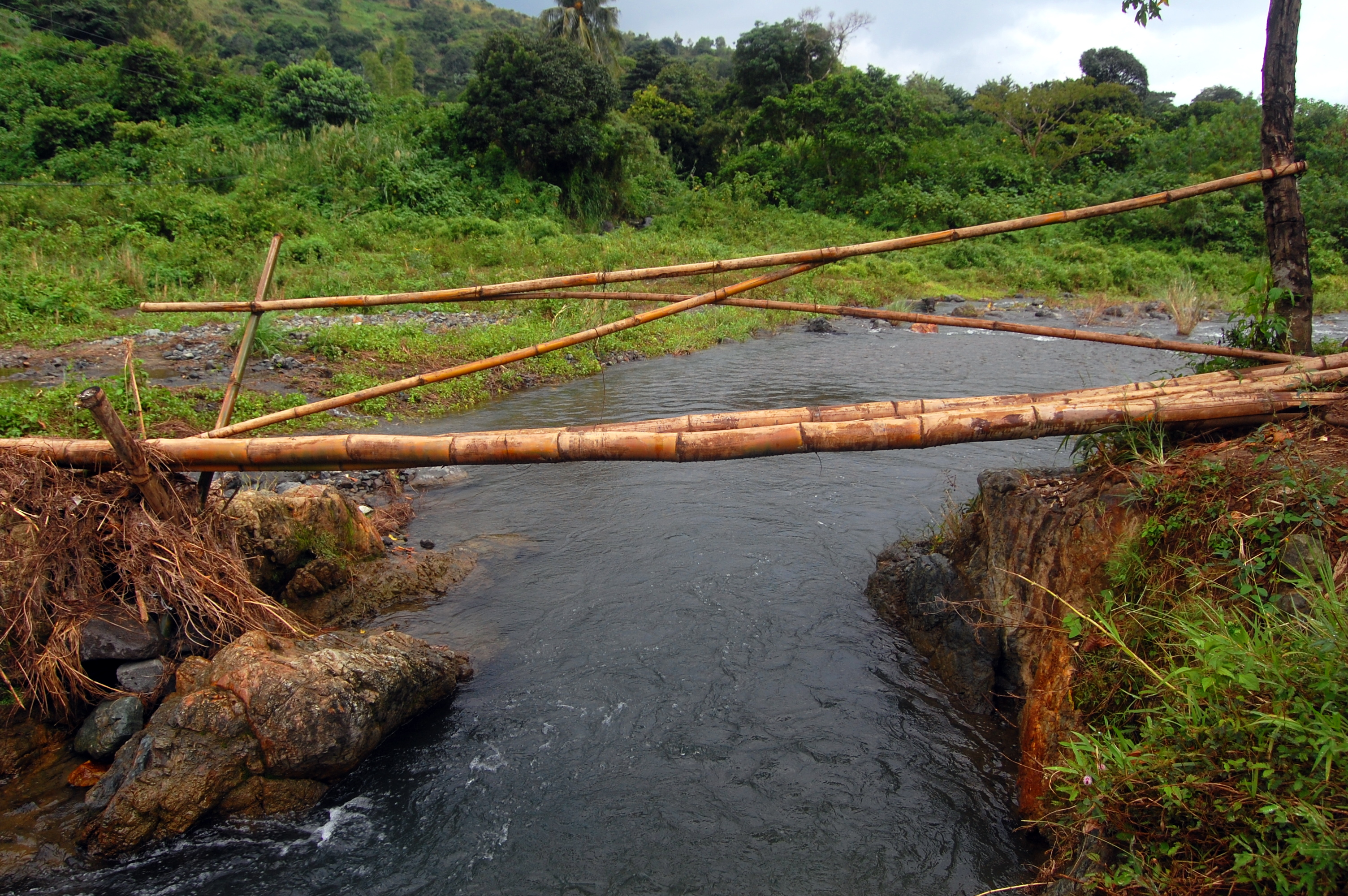
puente de bambú, Capintalán.

A mediados del siglo XIX formaba jurisdicción eclesiástica con Puncán, donde residía el cura párroco,  en el arzobispado de Manila. Para la administración civil tiene su gobernadorcillo y demás dependientes de justicia, ya entonces pertemecía a la provincia de Nueva Écija.

"...Tiene como unas 177 casas de sencilla construcción, distinguiéndose entre
ellas la casa parroquial y la llamada tribunal, aunque aquella no se halla en el dia habitada
por tener el cura párroco su residencia en Puncan , que es donde existe la igl. parr. Hay
escuela de primeras letras, dotada de los fondos de comunidad, á la cual concurren varios
alumnos. Contiguo al pueblo se halla el cementerio, que es bastante capaz y ventilado. Comunícase este pueblo con sus limítrofes por medio de caminos regulares, y recibe de la cabecera el correo semanal establecido en la isla...."
Manuel Buzeta y Felipe Bravo 